# Blaž Sušnik
Blaž Sušnik, slovenski rimskokatoliški duhovnik in književnik, * 29. januar 1834, Gozd nad Kamnikom, † 3. april 1866, Knežak.
Rodil se je očetu kmetu Jakobu in materi Mariji (rojeni Debevec). Sušnik je v Ljubljani obiskoval gimnazijo (1850–1858) in študiral bogoslovje ter bil 1862 posvečen v duhovnika. Nato je bil kaplan v Knežaku, in se tu 1865 upokojil. Sušnik je že kot gimnazijec pisal pesmi.  Napisal je sonet Jožefu Globočniku (1854) in pesmi Faranom sv. Ane na Gojzdu (1854), Dvanajst ur (1856), Jeršičeva prepad na Gojzdu (1857); bil je tudi dopisnik slovenskih časopisov. Napisal je tudi prozno delo En dan na planini nad Kamnikom (Rožice za mlade in odrasle ljudi) in zapisoval ljudske pesmi (1852) ter ljudski pripovedki Hudičkov gojzd (1852) in Šembilja (1859). Njegovo prizadevnost kaže tudi pesem Valentinu Vodniku Vodnikov spomenik (1859). Sušnik je kot sedmošolec urejal dijaški list Concordia slovenska, iz katerega je pozneje črpal gradivo tudi Anton Janežič. Sušnik je bil tudi med ustanovitelji časopisa Slovenska lipa, ki so ga 1861 začeli pisati ljubljanski bogoslovci.